# Boogie-woogie (danse)
Pour les articles homonymes, voir Boogie-woogie.

Boogie-woogie en 1939 au Mississippi.

Le boogie est une danse du courant swing (comme le lindy-hop, le balboa, etc.) se dansant essentiellement sur du boogie-woogie (d'où le nom).
Le style du boogie est à cheval entre le rock'n'roll (pas de base en 6 temps) et le lindy-hop (aspect swingué et interprétation).

## Historique

### En bref
En bref, on peut faire un parallèle assez simple entre l'historique de la danse et de la musique :
- Jazz → Boogie (Le boogie-woogie est un courant issu du jazz et du blues dont l'appellation officielle date de 1928)
- Lindy-Hop → Boogie (La danse du jazz (Lindy) a donné le boogie-woogie en 8 temps, pour coller à l'évolution musicale)

Dans les années 1950 où il a encore évolué avec un nouveau courant musical : le rock, qui a donné la danse du même nom "rock n' roll" qui se danse en 6 temps (passes plus dynamiques). Le rock perd alors le swing (souvent lié au rythme ternaire), pour un rythme binaire marqué.
Puis le rock a "involué" vers le boogie, donnant le boogie-woogie "moderne" qui se danse en 6 et 8 temps.

### La petite histoire
L'élément roulant d'un train s'appelle le bogie. La jonction entre deux paires de rails d'une voie ferrée n'est jamais parfaite (il y a toujours un espace entre les rails qui est prévu pour compenser la dilatation du métal). Donc, lorsque le train roule et qu'il rencontre l'espace vide au passage d'un nouveau rail, le bogie reçoit un à-coup. En fait, le bogie a deux essieux : donc ce sont deux à-coups que l'on ressent (le fameux "ta-da… ta-da…" du train qu'on peut entendre encore de nos jours, quoique beaucoup plus faible, sur les voies non équipées en longs rails soudés).
Revenons dans les années 1920, avec les bûcherons noirs qui traversaient régulièrement la Louisiane et le Texas en train. Pour se divertir durant le voyage (très long), ils jouaient du piano. Cependant, les musiques sont brouillées par le bruit des bogies qui sautent. Mais, plutôt que de se laisser polluer la musique par ce rythme parasite, ces jazzmen ont eu l'idée de jouer avec (ce qui est dans l'esprit du jazz : jouer avec la musique).
Il fallait trouver un nom à cette musique : the bogie music aurait pu convenir, mais, sans doute par jeux de mots, pour la sonorité, pour coller au "ta-da… ta-da…", bogie-woogie a plus marqué les esprits, terme rapidement altéré en boogie-woogie.
L'officialisation de l'appellation aura lieu en 1928 lors de l'enregistrement de Pinetop's Boogie-Woogie par Pinetop Smith (1907-1929).

## La danse

### La posture
La posture est très importante car elle permet :
- le guidage
- d'avoir LE style boogie

La position est :
- poids du corps sur les pointes des pieds.
- jambes fléchies.
- dos cambré avec le bassin légèrement "poussé derrière".
- le cadre bras droit-buste-bras gauche doit rester tenu tout au long de la danse.
- la connexion se fait essentiellement par la main gauche du partenaire tenant, avec la main en cuillère, la main de la danseuse.
- les avant-bras sont dans le prolongement l'un de l'autre.

Le boogie en compétition se danse sur deux rythmes de musiques :
- Lent : 28-32 mpm. L'interprétation est très swinguée, douce, langoureuse, en matérialisant le bang, proche du lindy[Quoi ?].
- Rapide : 48-52 mpm. L'interprétation est la plus dynamique possible, en étant le plus propre possible sur les passes. Le jeu de jambes doit rester vif en net tout au long de la danse.

### Le pas de Base
Le pas de base standard est en 6 temps, symétrique entre la fille et le garçon. Il faut bien veiller à monter les genoux lorsqu'on lève le pied et à respecter le schéma suivant :
- █ = pied posé
- ▒ = pied levé (talon levé, genou levé, la pointe du pied touchant à peine le sol
- poser le pied = poser la pointe du pied et dérouler jusqu'au talon en gardant le poids du corps sur la pointe du pied
- lever le pied = l'inverse : décoller le talon et le genou jusqu'à ce que la pointe du pied effleure le sol

| Temps | Pas   | Description |
| ----- | ----- | --- |
| et    | _▒█   | Pieds joints : lever le pied gauche                                                                                  |
| 1     | _█▒   | poser le pied gauche en levant le pied droit                                                                         |
| et    | _█▒   | Rester dans la position précédente                                                                                   |
| 2     | _█__█ | faire glisser la pointe du pied droit sur le sol et poser le pied de manière à avoir les jambes légèrement écartées  |
| et    | ___▒█ | ramener le pied gauche en le levant                                                                                  |
| 3     | ___█▒ | poser le pied gauche en levant le pied droit                                                                         |
| et    | ___▒█ | poser le pied droit en levant le pied gauche                                                                         |
| 4     | █___█ | faire glisser la pointe du pied gauche sur le sol et poser le pied de manière à avoir les jambes légèrement écartées |
| et    | █▒    | ramener le pied droit en le levant                                                                                   |
| 5     | ▒█    | poser le pied droit en levant le pied gauche                                                                         |
| et    | █▒    | poser le pied droit en levant le pied gauche                                                                         |
| 6     | █_█   | poser le pied droit de manière à être dans la position de départ (très légèrement écarté)                            |

Il existe une variante en 8 temps. Moins dynamique, ce pas permet de coller plus facilement à la musique (qui est une succession de phrases de 8 temps). Ces deux temps sont soit insérés après le temps 4, soit après le temps 6. Le pas peut être alors un "pose-pose" ou un "double-step, double-step".

### Le rythme & la musique
Le boogie-woogie interprétant la musique, le décryptage de cette dernière permet beaucoup plus d'aisance dans l'interprétation en adaptant cette dernière aux phrases musicales.

#### La grille musicale
La technique du boogie-woogie comprend à part entière l'interprétation. C'est un élément capital qui distingue les meilleurs danseurs.

### L'interprétation
L'interprétation est l'essence du boogie. Les danseurs jouent avec les accents de la musique avec une part d'improvisation, s'inspirant de jeux de jambes du rock sauté, d'acrobaties (tenues) du rock acrobatique, de routines swing issues du lindy (jam sessions, Shim Sham) et plus récemment de break dance (avec notamment les effets de vague et de déplacement des pieds).

## La compétition

### Objectif
L'objectif d'une compétition est d'allier, par ordre d'importance :
- un pas de base ainsi qu'un guidage "propre", tonique et précis
- un dynamisme sur les rythmes rapides et une "classe" sur les musiques lentes
- une variété de passes dans l'esprit de la musique
- un esprit show (s'éclater, communiquer avec le public, etc.)

### Technique de compétition
Les compétiteurs ont l'habitude de danser en calant des séquences sur la musique. Ces séquences sont travaillées en entraînement (4 ou 6 x8 temps) jusqu'à leur exécution parfaite. Le pas de base est également durement travaillé pour augmenter son dynamisme et sa propreté. Le but est de le rendre automatique lors de la danse : ne plus penser au pas de base permet de se libérer l'esprit pour faire de l'écoute musicale.
L'interprétation est aussi travaillée en entraînement afin de donner de la spontanéité à la danse, ainsi que pour mieux coller à la musique.
L'écoute musicale est aussi un point important car c'est elle qui déterminera :
- Quelles séquences démarrer en fonction de la musique
- Quand arrivent les breaks
- Quoi faire comme interprétation entre deux séquences (car ces dernières ne se suivent pas forcément)

On pourrait croire que les boogies rapides sont plus dur à danser, sauf que dans les faits, les boogies lents peuvent avoir une interprétation sur chaque demi-temps, et une erreur est beaucoup plus visible. Finalement, ce sont deux techniques de danse différentes qui ont chacune leurs difficultés.

### Règlement

#### Jugement
Le jugement s'effectue sur trois aspects :
- L'aspect artistique (interprétation, humour, originalité…)
- L'aspect technique de base (pas de base propre, dynamique sur un boogie rapide ou fluide sur un boogie lent, la tenue du corps et des bras correcte)
- L'aspect technique des passes (originalité, difficulté et aisance d'exécution)

Il faut savoir qu'une grille non marquée correspond à une chute en patinage artistique (pour faire le parallèle). Le contretemps, quant à lui, est quasiment "disqualifiant" (disons qu'on ne peut prétendre à rien si on a fait un contretemps sur une musique, même éphémère).
La difficulté de la danse réside surtout dans la propreté du geste : un pas de base précis, un guidage propre.

#### Classement
Le classement des compétitions  WRRC se fait sur le principe du Skating System, mis en place pour le patinage artistique.

#### Catégories
Les catégories sont (par ordre croissant de niveau) :
- Débutant (1 passage en 48 mpm)
- National 2 - Débutant (1 passage de 1 min 15 s 46-48 mpm)
- National 1 - Intermédiaire (1 passage de 1 min 30 s 50-52 mpm)
- Junior (1 passage de 1 min 30 s)
- Main Class - International
  - Passage lent, 1 min 30 s, 28-30 mpm
  - Passage rapide, 1 min 30 s, 50-52 mpm

### Différents Champions du Monde depuis 1991
| Année | Cavalier                 | Cavalière                 | Pays    |
| ----- | ------------------------ | ------------------------- | ------- |
| 1991  | Gregor Lechner           | Anja Schlechta            | GER     |
| 1992  | Simone Passalacqua       | Sandra Melis              | ITA     |
| 1993  | Marcus Koch              | Bärbl Kaufer              | GER     |
| 1994  | Reto Gurt                | Mélanie Stocker           | SWI     |
| 1995  | Reto Gurt                | Mélanie Stocker           | SWI     |
| 1996  | Michael Grimm            | Andrea Schiffer           | GER     |
| 1997  | Michael Grimm            | Andrea Schiffer           | GER     |
| 1998  | Michael Grimm            | Andrea Schiffer           | GER     |
| 1999  | Michael Grimm            | Andrea Schiffer           | GER     |
| 2000  | Michael Grimm            | Andrea Schiffer           | GER     |
| 2001  | Tony Rindone             | Catherine Triantafylou    | BEL     |
| 2002  | Andreas Berg             | Jessica Lennartsson       | SWE     |
| 2003  | Andreas Berg             | Jessica Lennartsson       | SWE     |
| 2004  | Jørgen Brudal Sandnes    | Aina Nygård               | NOR     |
| 2005  | Jørgen Brudal Sandnes    | Aina Nygård               | NOR     |
| 2006  | Rémy Kouakou Kouame      | Sarah Montalban           | FRA     |
| 2007  | Andreas Berg             | Jessica Lennartsson       | SWE     |
| 2008  | William Mauvais          | Maeva Truntzer            | FRA     |
| 2009  | William Mauvais          | Maeva Truntzer            | FRA     |
| 2010  | William Mauvais          | Maeva Truntzer            | FRA     |
| 2011  | Thorbjørn Solvoll Urskog | Susanne Barkhald Sandberg | NOR     |
| 2012  | Thorbjørn Solvoll Urskog | Susanne Barkhald Sandberg | NOR     |
| 2013  | Thorbjørn Solvoll Urskog | Susanne Barkhald Sandberg | NOR     |
| 2014  | Thorbjørn Solvoll Urskog | Flora Bouchereau          | NOR/FRA |
| 2015  | Thorbjørn Solvoll Urskog | Flora Bouchereau          | NOR/FRA |
| 2016  | Thomas Audon             | Sophie Allaf              | FRA     |
| 2017  | Sondre Olsen-Bye         | Tanya Georgiievska        | NOR     |
| 2018  | Thomas Audon             | Sophie Allaf              | FRA     |
| 2019  | Sondre Olsen-Bye         | Tanya Georgiievska        | NOR     |
| 2020  | -                        | -                         | -       |
| 2021  | Masi Saurén              | Anna Tyutyunyuk           | FIN     |
| 2022  | Dimitri Masotti          | Alessia Ghezzo            | ITA     |
| 2023  | Viktor Edlund            | Wilma Edlund              | SWE     |